# Kōsuke Toyohara
Kōsuke Toyohara (豊原 功補 Toyohara Kōsuke?, nacido el 25 de septiembre de 1965) es un actor japonés. Ha aparecido en más de ochenta películas desde 1982. 

## Carrera
Toyohara comenzó a aparecer en televisión cuando era un adolescente, pero principalmente se estableció como actor a través del V-cinema. Ganó el premio al mejor actor en el Festival Internacional de Cine de Mónaco en 2008 por Juken no Shinderera.

## Filmografía seleccionada
| Año  | Título                     | Papel        | Notas                   |
| ---- | -------------------------- | ------------ | ----------------------- |
| 1989 | Godzilla tai Biollante     |              |                         |
| 1991 | Godzilla vs. King Ghidorah |              |                         |
| 1992 | Mr. Baseball               | Yamashita    | Película estadounidense |
| 2005 | Into the Sun               | Fudomyo-o    | Película estadounidense |
| 2006 | Kowai Onna                 | Akira Tasaki |                         |
| 2007 | Sad Vacation               |              |                         |
| 2008 | Komori Seikatsu Kojo Club  |              |                         |

| Año  | Título                                         | Papel             | Notas            |
| ---- | ---------------------------------------------- | ----------------- | ---------------- |
| 1983 | Tokugawa Ieyasu                                | Ii Naomasa joven  | Drama Taiga      |
| 2008 | Innocent Love                                  |                   |                  |
| 2010 | Bad Guy                                        |                   | Drama surcoreano |
| 2012 | Taira no Kiyomori                              | Taira no Tadamasa | Drama Taiga      |
| 2015 | Doraemon Jaja ni Naru: Ōyama Nobuyo Monogatari | Keisuke Sagawa    |                  |